# Miroslav Pavlović
Miroslav Pavlović (szerb cirill betűkkel: Мирослав Павловић; Pozsega, 1942. október 23. – Belgrád, 2004. január 19.) Európa-bajnoki ezüstérmes szerb labdarúgó.

## Pályafutása

### A válogatottban
1968 és 1974 között 42 alkalommal szerepelt a jugoszláv válogatottban és 2 gólt szerzett. Részt vett az 1968-as Európa-bajnokságon és az 1974-es világbajnokságon.

## Sikerei, díjai
Crvena zvezda
- Jugoszláv bajnok (4): 1967–68, 1968–69, 1969–70, 1972–73
- Jugoszláv kupa (3): 1967–68, 1969–70, 1970–71
- Közép-európai kupa (1): 1968

Jugoszlávia
- Európa-bajnoki döntős (1): 1968